# Duomo di Klagenfurt
Il duomo dei Santi Pietro e Paolo, più conosciuto come duomo di Klagenfurt, in tedesco Dom- und Stadtpfarrkirche Hll. Petrus und Paulus, o  Klagenfurter Dom, è la chiesa cattolica maggiore di Klagenfurt, nella regione austriaca della Carinzia.
È anche parrocchiale e cattedrale della diocesi di Gurk.

## Storia e descrizione

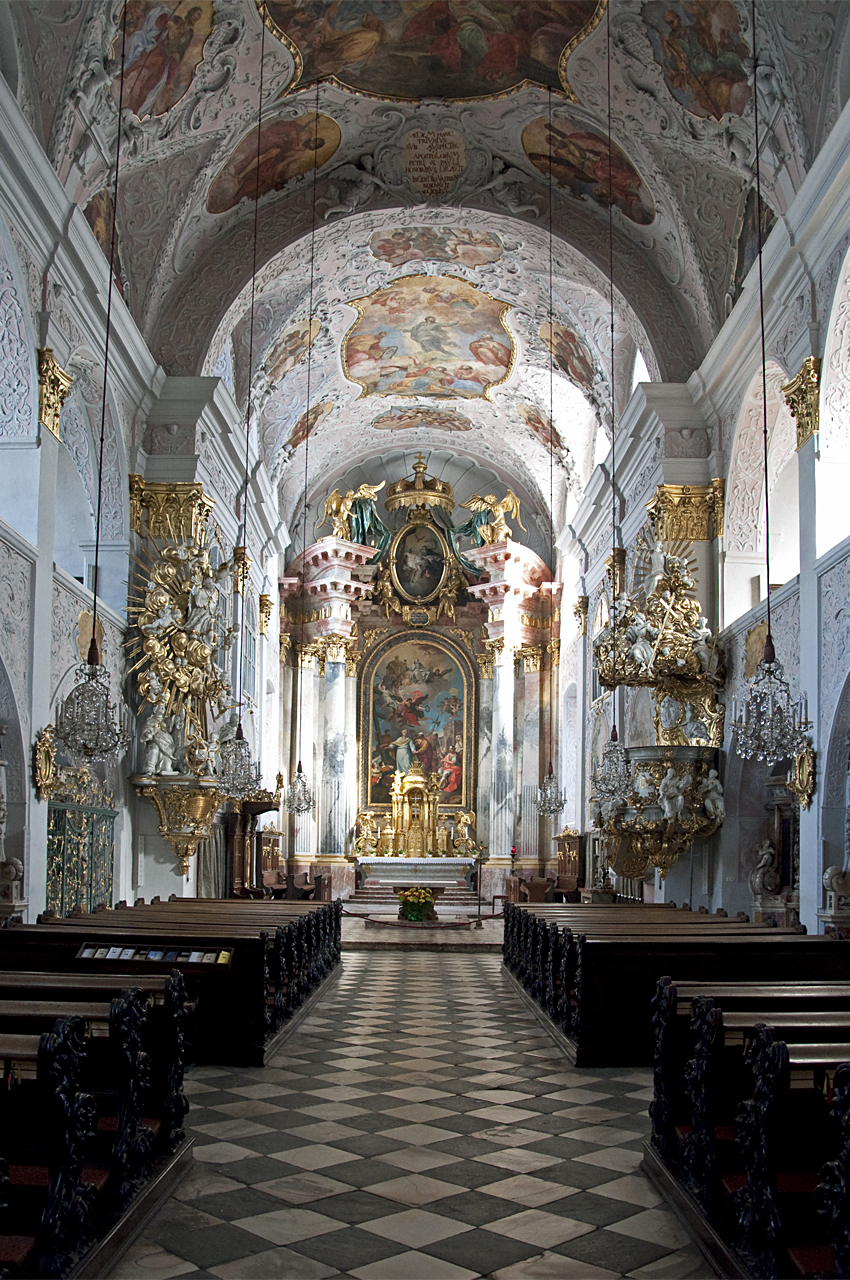
il fastoso interno barocco

Il primo edificio fu costruito nel 1581 come chiesa protestante per volere dell'allora governatore di Klagenfurt; e dedicata alla Santissima Trinità.
Infatti nel XVI secolo la fede Protestante trovò una grande aderenza in Carinzia, tanto che la città vi aderì ufficialmente già nel 1563.
Nel novembre del 1600 si presentò a Klagenfurt la commissione della Controriforma cattolica al seguito del vescovo Martin Brenner. I cittadini accettarono pacificamente di ritornare alla fede cattolica, e la chiesa, nel 1604, venne affidata ai Gesuiti, che la trasformarono in una chiesa cattolica dedicandola ai santi Pietro e Paolo. La trasformazione incominciò con la costruzione di varie cappelle laterali, l'erezione del muro di facciata barocco sul lato nord e la costruzione del Convento gesuitico, ospitante la Scuola, e soprattutto un nuovo, più grande ospedale per la città. Nel 1663 si aggiunse la chiesa dell'ospedale e nel 1665 si costruì il nuovo altar maggiore e la cappella di San Francesco Saverio, creata su commissione del principe Orsini-Rosenberg come cappella funeraria di famiglia. 
Nel 1668 Gabriel Wittini inizia la sontuosa decorazione a stucchi barocchi dell'interno della chiesa. Nel 1729 si mise mano alla torre, sulla facciata principale, dotandola di una nuova copertura a elmo barocco che raggiunge circa i 100 metri d'altezza.
Nel 1773 i gesuiti abbandonarono Klagenfurt e la chiesa perse d'importanza tanto che divenne dipendente dalla vicina parrocchiale di Sant'Egidio fino al 1784, quando divenne sede di una nuova parrocchia, mentre il convento fu trasformato in caserma.
Nel 1787 il vescovo della Diocesi di Gurk si trasferì in città, elevando la chiesa a cattedrale.
Durante la seconda guerra mondiale l'edificio subì gravi danni dai bombardamenti, con la conseguente demolizione della caserma. La chiesa venne restaurata dal 1960.

## Galleria d'immagini

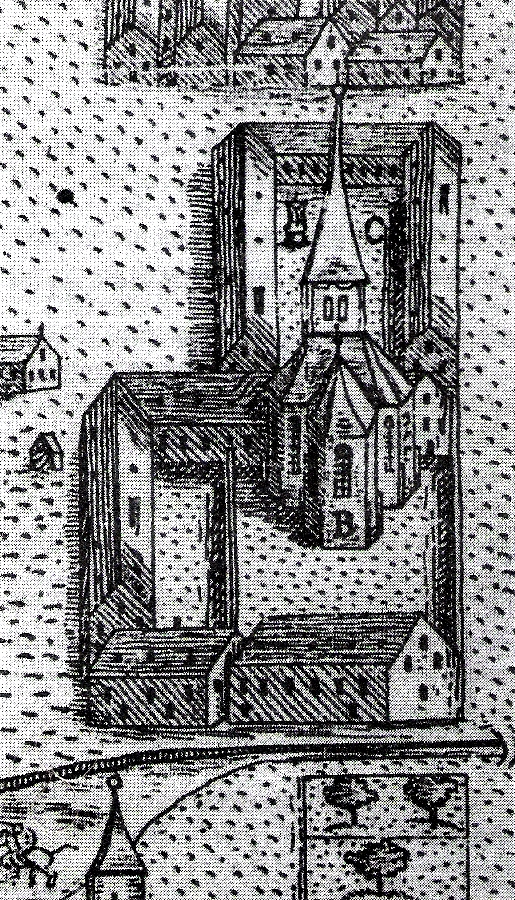
Gli edifici nel 1605
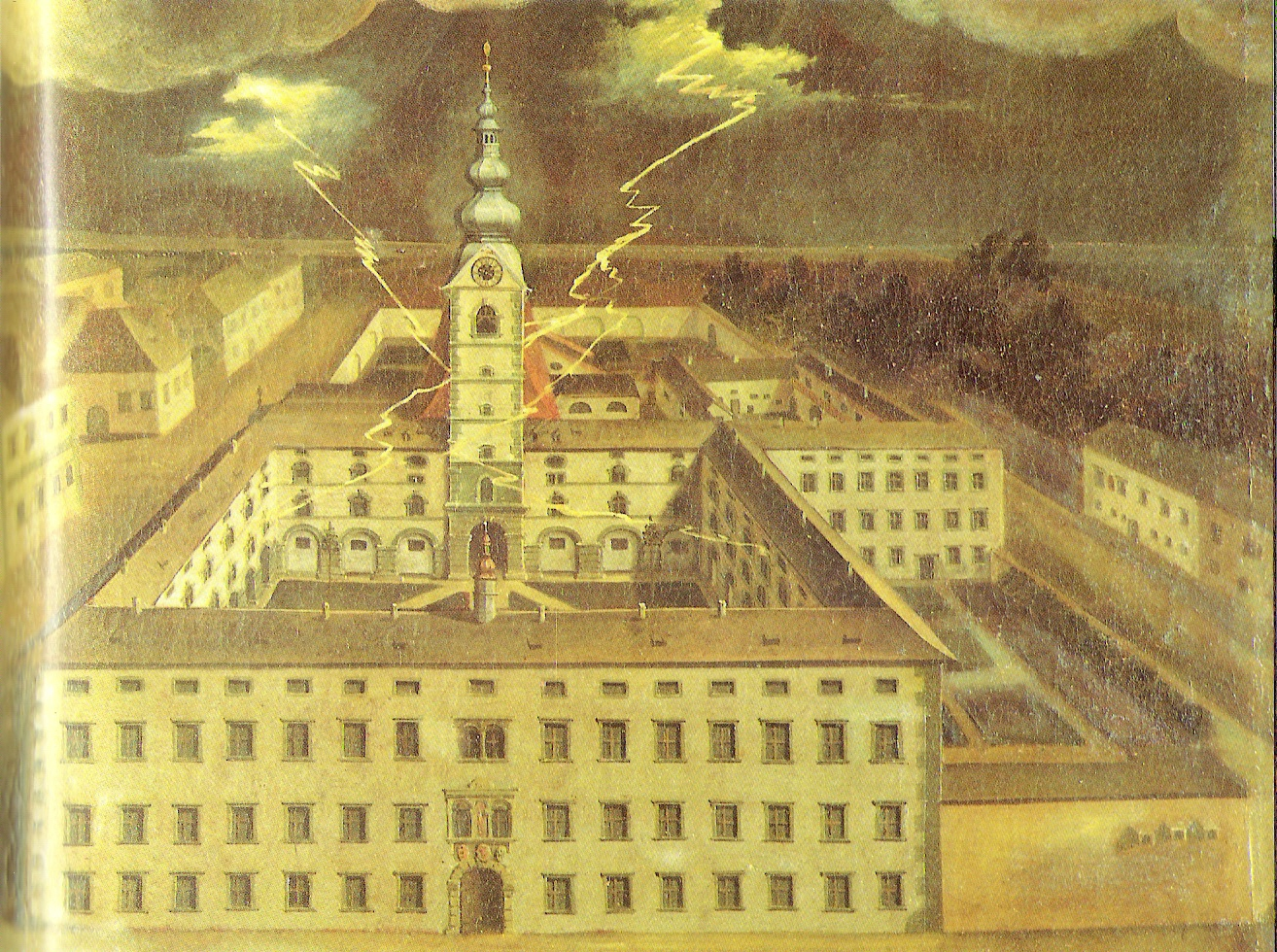
Veduta del Convento Gesuitico e il duomo nel 1730
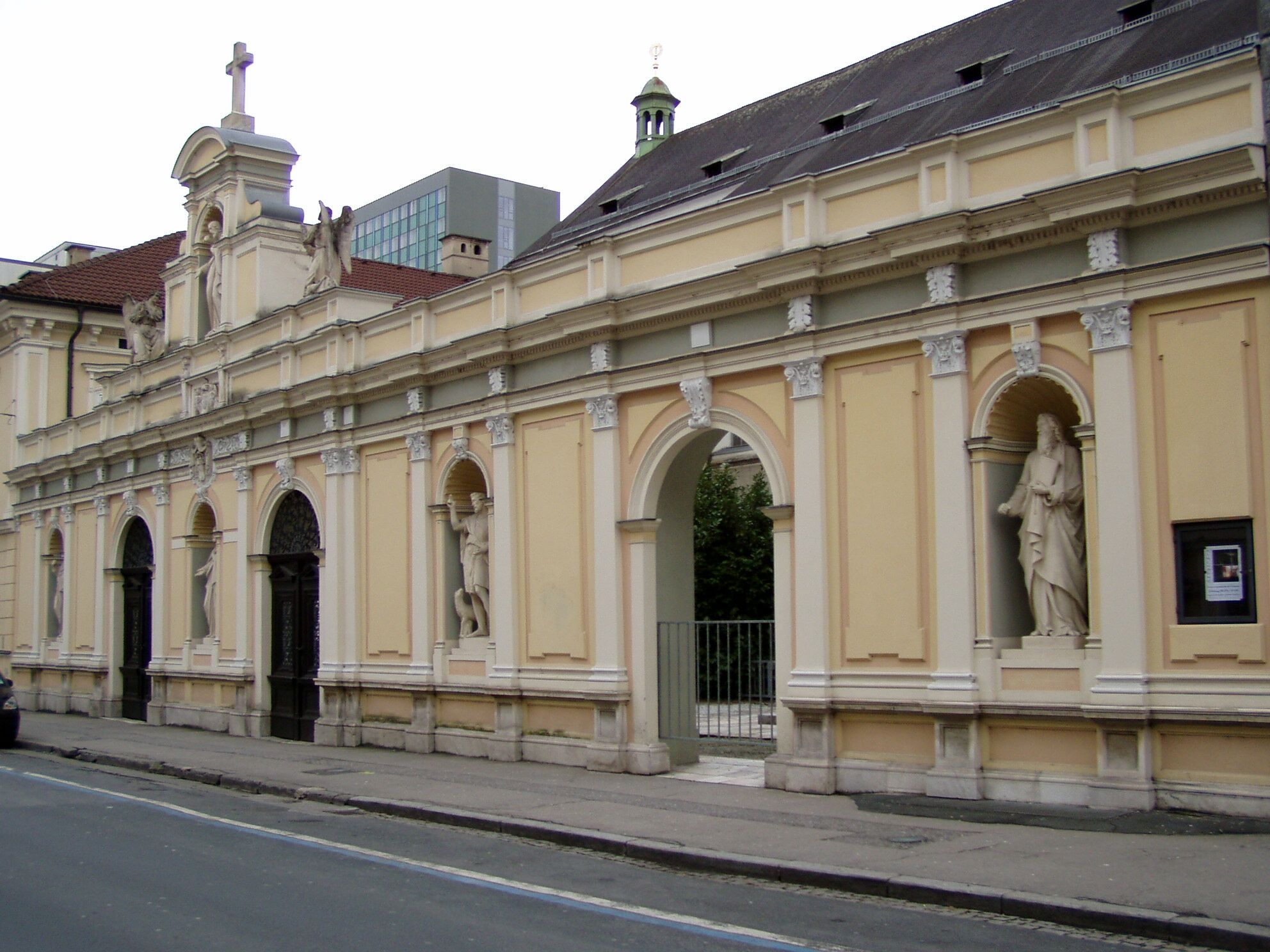
Il barocco muro nord di facciata
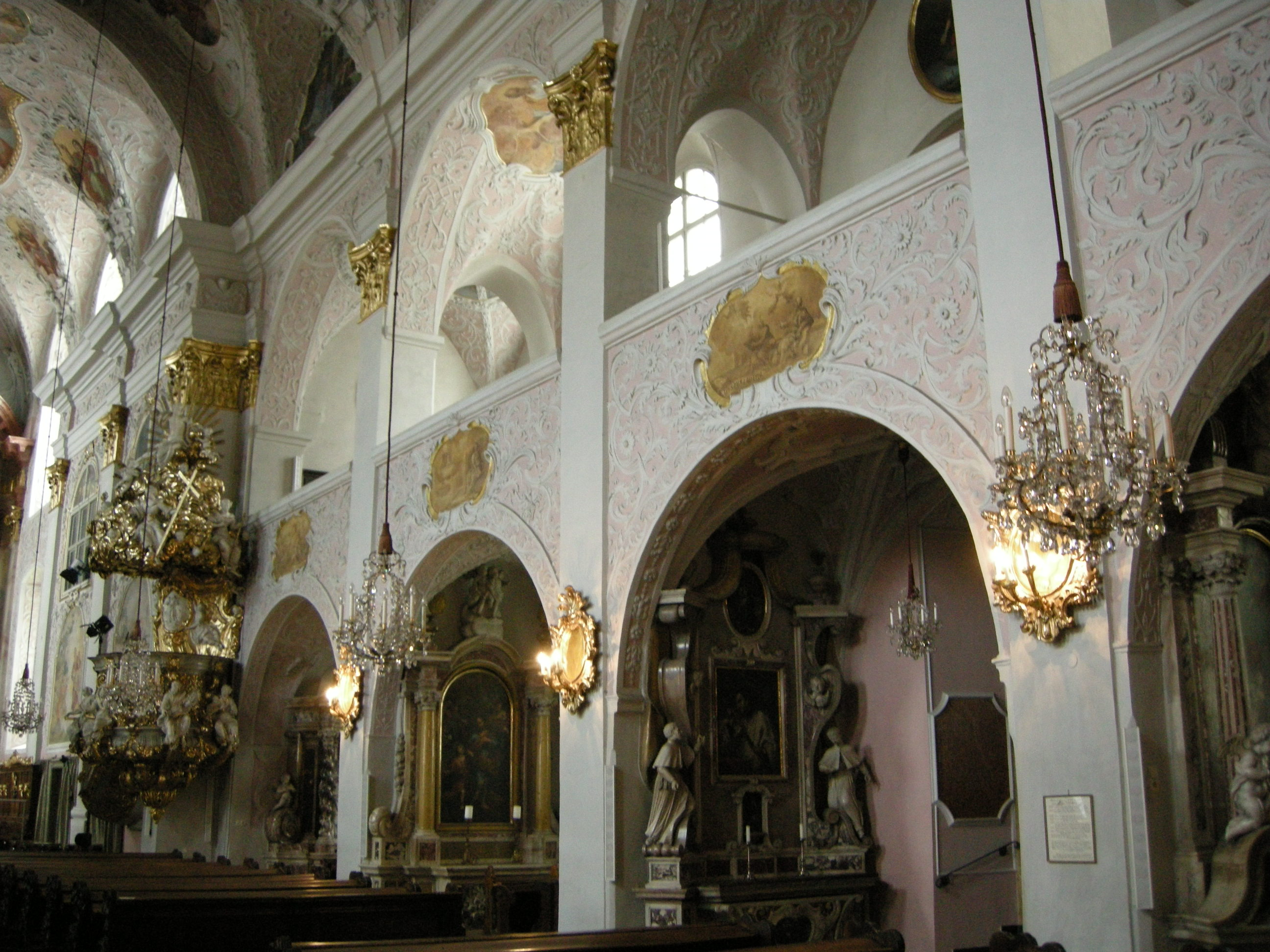
L'interno a stucchi col pulpito
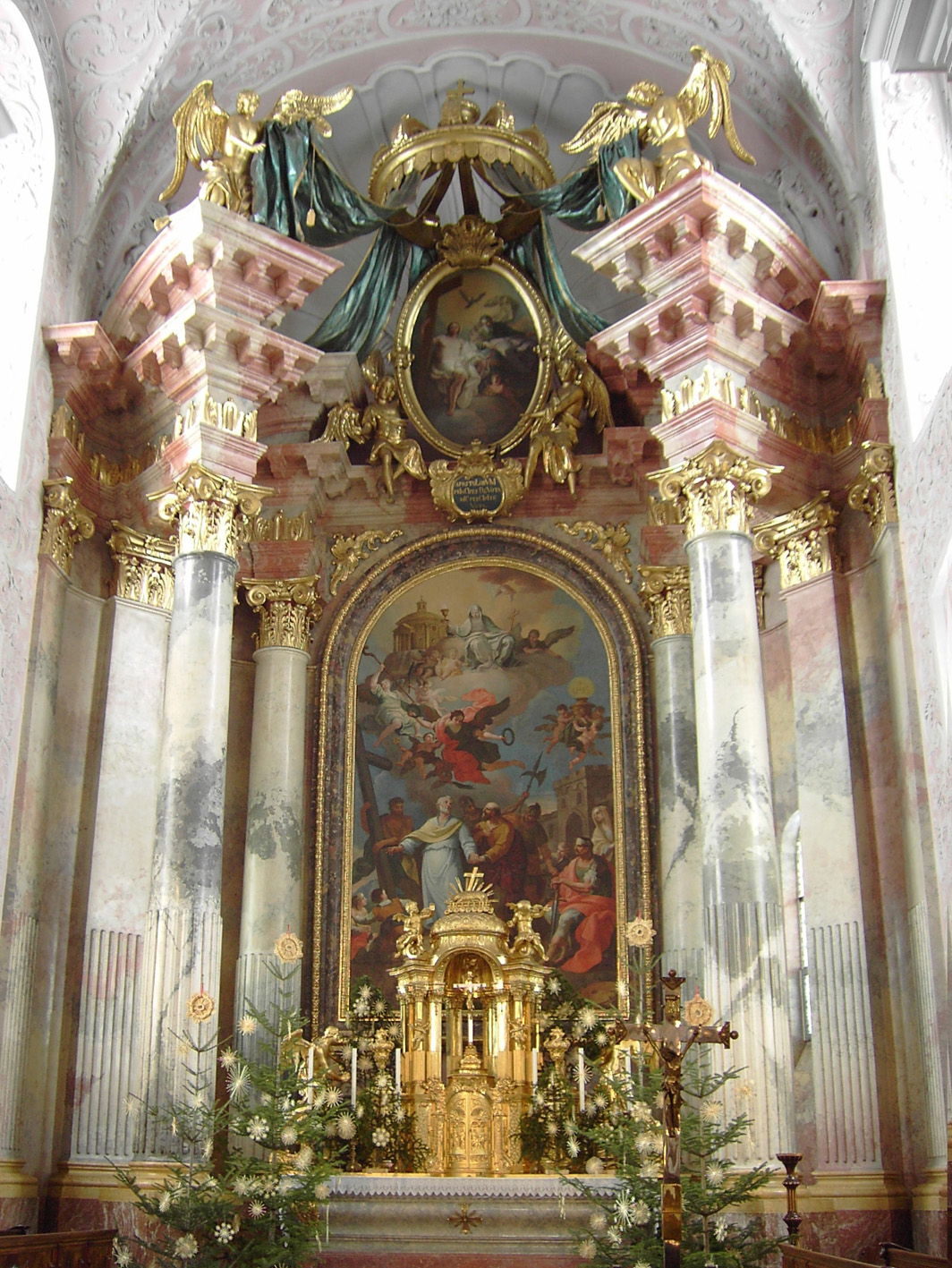
L'altar maggiore del 1665